# Australiaster dubia
Australiaster dubia är en sjöstjärneart som först beskrevs av Hubert Lyman Clark 1909.  Australiaster dubia ingår i släktet Australiaster och familjen trollsjöstjärnor. Inga underarter finns listade i Catalogue of Life.